# Ludność Będzina
Ludność Będzina
- 1808 - 1 201[1]
- 1835 - 2 450[1]
- 1858 - 4 140[1]
- 1880 - 6 090[1]
- 1897 - 13 550[1]
- 1901 - 30 124[1]
- 1908 - 42 381[1]
- 1910 - 50 500[1]
- 1912 - 53 358[1]
- 1918 - 30 259[1]
- 1921 - 27 855[1]
- 1931 - 47 835
- 1939 - 51 000
- 1943 - 27 141[1]
- 1945 - 25 600[1]
- 1946 - 27 754   (spis powszechny)
- 1950 - 34 410   (spis powszechny)
- 1955 - 38 882
- 1960 - 39 478   (spis powszechny)
- 1961 - 40 100
- 1962 - 40 900
- 1963 - 41 200
- 1964 - 41 700
- 1965 - 41 933
- 1966 - 41 700
- 1967 - 42 100
- 1968 - 42 300
- 1969 - 42 700
- 1970 - 42 800   (spis powszechny)
- 1971 - 42 543
- 1972 - 42 600
- 1973 - 47 900   (włączono Łagiszę)
- 1974 - 49 000
- 1975 - 59 383   (włączono Grodziec)
- 1976 - 60 100
- 1977 - 71 400   (włączono Wojkowice)
- 1978 - 73 900   (spis powszechny)
- 1979 - 75 000
- 1980 - 75 042
- 1981 - 76 868
- 1982 - 77 765
- 1983 - 77 002
- 1984 - 77 121
- 1985 - 77 433
- 1986 - 77 539
- 1987 - 77 318
- 1988 - 77 253   (spis powszechny)
- 1989 - 76 846
- 1990 - 76 222
- 1991 - 75 748
- 1992 - 64 117   (odłączono Wojkowice)
- 1993 - 63 385
- 1994 - 63 244
- 1995 - 63 069
- 1996 - 61 293
- 1997 - 60 884
- 1998 - 60 624
- 1999 - 60 084
- 2000 - 59 719
- 2001 - 59 433
- 2002 - 59 061   (spis powszechny)
- 2003 - 58 760
- 2004 - 58 662
- 2005 - 58 820
- 2006 - 58 626
- 2007 - 58 639
- 2008 - 58 747
- 2009 - 58 706
- 2010 - 59 133
- 2011 - 59 023   (spis powszechny)
- 2012 - 58 735
- 2013 - 58 425

## Powierzchnia Będzina
- 1995 - 37,25 km²
- 1996 - 37,14 km²
- 1997 - 37,08 km²
- 2006 - 37,37 km²